# Cygnea (Zeitschrift)
Cygnea (vollständiger Titel: Cygnea. Schriftenreihe des Stadtarchivs Zwickau) lautet der Titel der seit 2003 erscheinenden Zeitschrift des Stadtarchivs Zwickau, eine Einrichtung der Stadtverwaltung Zwickau. Die einzelnen Hefte, in denen jeweils mehrere Autoren publizieren, erscheinen einmal jährlich.
Ganz im Sinne der Herausgeberinstitution werden darin Beiträge zu Geschichte der Stadt veröffentlicht. Mit dem Entschluss aus dem Jahre 2002, wieder ein stadtgeschichtliches Journal für Zwickau zu verlegen, knüpft diese Schriftenreihe an die Mitteilungen des Altertumsvereins für Zwickau und Umgegend (1887–1931, verlegt im Verlag Heinsius in Leipzig) sowie an das Zwickauer Heimatjournal (1993–1998, verlegt im Buchverlag König in Greiz) an.